# Sabas le Sanctifié
Pour les articles homonymes, voir Saint Sabas et Sabas Maury.

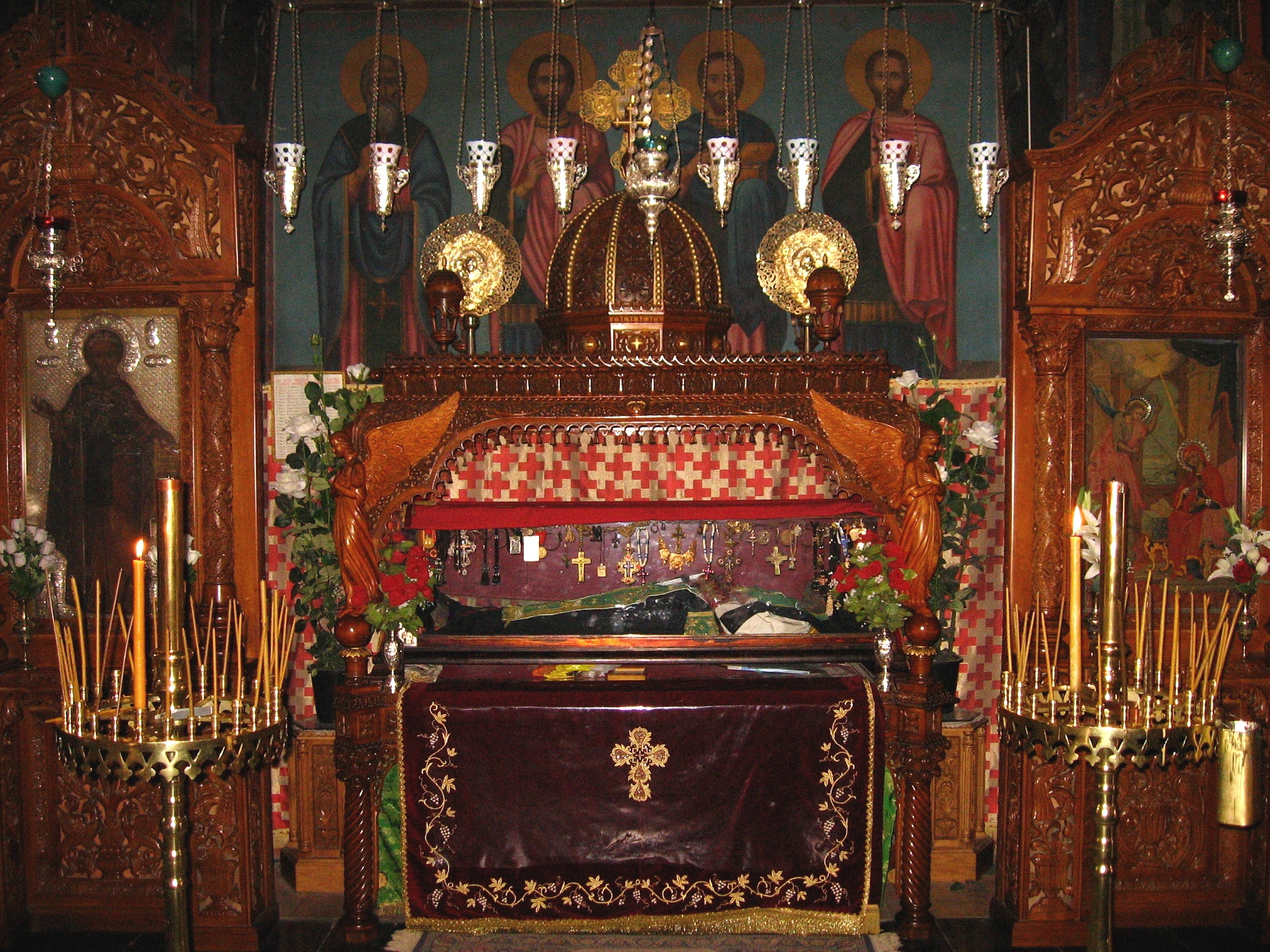
Reliques de saint Sabas au monastère Saint-Sabas

Sabas le Sanctifié est né en Cappadoce dans le bourg de Mutalask près de Césarée de Cappadoce, aujourd'hui Kayseri, en 439. Il est mort le 5 décembre 532 à l'âge de 94 ans au monastère Mar Saba. Moine brouteur et fondateur de monastères (laures), il est vénéré en tant que saint et fêté le 5 décembre.

## Biographie
Très jeune, il entre au monastère de Flaviana non loin de son village natal. À dix-sept ans, il obtient la bénédiction du supérieur pour accomplir un pèlerinage à Jérusalem. Parvenu en Terre sainte, il va trouver Euthyme le Grand et lui demande de le recevoir comme disciple. Mais Euthyme, qui n'avait pas coutume de recevoir de jeunes moines, le recommanda à Théoctiste.
Lorsque Théoctiste mourut, Sabas alla mener une vie de solitaire dans les environs du monastère. À l'approche du Grand Carême, Euthyme venait le chercher et le conduisait avec lui dans un désert où les deux moines restaient dans les jeûnes et la prière jusqu'au dimanche des Rameaux. À la mort d'Euthyme, Sabas se retira plus loin dans le désert. Au bout de quatre années passées dans une extrême solitude, il vint, conduit par un ange, s'installer dans une grotte qui dominait les gorges du Cédron, où il vit une vie de brouteur. Au bout de cinq années passées seul dans ces lieux inhospitaliers, Sabas estima le moment venu pour accepter de s'entourer de novices. Ses disciples devinrent rapidement nombreux : ainsi naquit la laure ou monastère Mar Saba.
À l'âge de 53 ans, il est ordonné prêtre.
Sabas organisa sa communauté en la répartissant en trois sites : la laure, le monastère de Castellion qu'il avait fondé dans les parages pour les moines expérimentés et un troisième monastère pour les novices. Quant aux tout jeunes moines encore imberbes, il les envoyait au monastère de Théodose le Cénobiarque. Le patriarche Saluste de Jérusalem avait en effet nommé Sabas et Théodose archimandrites, c’est-à-dire responsables de plusieurs monastères. Les deux saints avaient pour mission de mettre de l'ordre dans le monachisme de Palestine qui était alors profondément affecté par les controverses entre orthodoxes et monophysites. L'un avait reçu la charge de superviser les moines cénobites, l'autre, Sabas, en tant qu'« exarque des solitaires » devait veiller sur les moines qui vivaient isolés ou en laure.
En 512, Sabas fait partie d'une délégation monastique palestinienne qui est envoyée auprès de l'empereur Anastase pour tenter de le convaincre de renoncer au monophysisme, d'embrasser la foi de Chalcédoine et d'alléger les impôts de l'Église de Jérusalem. Il est mort dans sa laure, âgé de 94 ans, le dimanche 5 décembre 532.
Au XIIème siècle, ses reliques sont dérobées par les Croisés et amenées à Venise où elles sont conservées pendant plusieurs siècles. Elles sont finalement restituées en 1965 à l'Eglise orthodoxe avec l'approbation du Pape Paul VI, et sont depuis lors à nouveau conservées dans sa Laure.
La laure de Sabas est appelée « Grande Laure », c'est pourquoi celle d'Athanase, au mont Athos, est appelée exactement non pas « Grande Laure » mais « la plus Grande Laure ». La laure de saint Sabas est devenue un monastère cénobitique. Elle a eu une importance capitale dans l'histoire du monachisme et de l'Église orthodoxe. C'est là que fut élaboré le typikon (qui fixe le déroulement des célébrations liturgiques) et composé de nombreux hymnes. C'est là que vécurent Jean Damascène, Côme de Maïouma et André de Crète.
Le tombeau de Sabas est toujours très vénéré, en particulier par les couples qui prient pour avoir des enfants.